# Bạc má họng đỏ
Bạc má họng đỏ, tên khoa học Melaniparus fringillinus, là một loài chim trong họ Paridae.